# 伍德拉夫县 (阿肯色州)
伍德拉夫县（英語：Woodruff County）是位于美国阿肯色州东部的一个县，面积1,539平方公里，县治奥古斯塔。根据2000年美国人口普查，共有人口8,741。
伍德拉夫县成立于1862年11月26日，县名源自该州第一份报纸的创始人威廉·E·伍德拉夫。